# Convergência (economia)
A ideia de convergência na economia (às vezes também conhecida como efeito catch-up) é a hipótese de que a renda per capita das economias mais pobres tenderá a crescer em taxas mais rápidas do que as economias mais ricas. Como resultado, todas as economias devem eventualmente convergir em termos de renda per capita. Os países em desenvolvimento têm o potencial de crescer a um ritmo mais rápido do que os países desenvolvidos porque os retornos decrescentes (em particular, o capital) não são tão fortes quanto nos países ricos em capital. Além disso, os países mais pobres podem replicar os métodos de produção, tecnologias e instituições dos países desenvolvidos.
Na literatura de crescimento econômico, o termo convergência pode ter dois significados. O primeiro tipo (às vezes chamado de "sigma-convergência") refere-se a uma redução na dispersão dos níveis de renda entre as economias. A "convergência beta", por outro lado, ocorre quando as economias pobres crescem mais rápido que as economias ricas. Economistas dizem que há uma  "convergência beta condicional" quando as economias experimentam "convergência beta", mas condicionadas a outras variáveis (a taxa de investimento e a taxa de crescimento da população) serem mantidas constantes. Eles dizem que a "convergência beta incondicional" ou "convergência beta absoluta" existe quando a taxa de crescimento de uma economia diminui à medida que se aproxima de seu estado estacionário. Segundo Jack Goldstone, "no século XX, a Grande Divergência atingiu o auge antes da Primeira Guerra Mundial e continuou até o início dos anos 1970, depois de duas décadas de flutuações indeterminadas, no final dos anos 1980 foi substituída pela Grande Convergência como a maioria. Os países do Terceiro Mundo alcançaram taxas de crescimento econômico significativamente mais altas do que as da maioria dos países do Primeiro Mundo", assim, a convergência atual deve ser considerada como uma continuação da Grande Divergência.

## Limitações
O fato de um país ser pobre não garante que as taxas de crescimento da sua recuperação sejam suficientes. Moses Abramovitz enfatizou a necessidade de 'Capacidades Sociais' para se beneficiar do crescimento do catch-up. Isso inclui a capacidade de absorver novas tecnologias, atrair capital e participar de mercados globais. De acordo com Abramovitz, esses pré-requisitos devem estar em vigor em uma economia antes que ocorra o crescimento de catch-up, e explicar por que ainda há divergência no mundo de hoje.
A teoria também supõe que a tecnologia é livremente comercializada e que está disponível para os países em desenvolvimento que estão tentando recuperar o atraso. O capital que é caro ou indisponível para essas economias também pode impedir o crescimento da recuperação, especialmente considerando que o capital é escasso nesses países. Isso muitas vezes aprisiona os países em um ciclo de baixa eficiência pelo qual a tecnologia mais eficiente é muito cara para ser adquirida. As diferenças nas tecnologias e na produtividade são o que separa as principais nações desenvolvidas das seguintes nações desenvolvidas, mas por uma margem estreita o suficiente para dar às nações seguintes uma oportunidade de recuperar o atraso. Esse processo de recuperação continua enquanto as nações seguintes tiverem algo a aprender com as nações líderes e só cessarão quando a discrepância de conhecimento entre as nações líder e seguinte se tornar muito pequena e eventualmente esgotada.
Segundo o professor Jeffrey Sachs, a convergência não está ocorrendo em todos os lugares por causa da política econômica fechada de alguns países em desenvolvimento, que poderia ser resolvida através do livre comércio e da abertura. Em um estudo de 111 países entre 1970 e 1989, Sachs e Andrew Warner concluíram que os países industrializados tiveram um crescimento de 2,3% / ano / capita, países em desenvolvimento de economia aberta 4,5% e países em desenvolvimento de economia fechada apenas 2%.
Robert Lucas afirmou o Paradoxo de Lucas, que é a observação de que o capital não está fluindo dos países desenvolvidos para os países em desenvolvimento, apesar do fato de que os países em desenvolvimento têm níveis mais baixos de capital por trabalhador. Esta declaração, no entanto, recebeu recentemente objeções sérias.

## Exemplos
Há muitos exemplos de países que convergiram com países desenvolvidos que validam a teoria do catch-up. Com base em estudos de caso no Japão, México e outros países, Nakaoka estudou as capacidades sociais para a industrialização e esclareceu características de atitudes humanas e sociais no processo de recuperação do Japão no período Meiji (1868-1912). Nos anos 1960 e 1970, os Tigres da Ásia Oriental convergiram rapidamente para as economias desenvolvidas. Entre eles estão Cingapura, Hong Kong, Coréia do Sul e Taiwan - todos considerados hoje economias desenvolvidas. No período do pós-guerra (1945-1960), os exemplos incluem a  Alemanha Ocidental, a França e o Japão, que conseguiram recuperar rapidamente seu status de antes da guerra, substituindo o capital perdido durante a Segunda Guerra Mundial .
Alguns economistas criticam a teoria, afirmando que fatores endógenos, como a política do governo, são muito mais influentes no crescimento econômico do que os fatores exógenos. Por exemplo, Alexander Gerschenkron afirma que os governos podem substituir os pré-requisitos ausentes para acionar o crescimento da recuperação. Uma hipótese dos historiadores econômicos Kenneth Sokoloff e Stanley Engerman sugeriu que as dotações fatoriais são um determinante central da desigualdade estrutural que impede o desenvolvimento institucional em alguns países. Sokoloff e Engerman propuseram que, no século XIX, países como o Brasil e Cuba, com recursos ricos em recursos, como solo e clima, estão predispostos a uma franquia protegida com crescimento institucional limitado. A terra que é adequada para o açúcar e o café, como Cuba, experimentou economias de escala a partir do estabelecimento de plantações que, por sua vez, criaram as pequenas famílias de elite com interesse em franquias protegidas. A adequação exógena da terra para trigo versus açúcar determina a taxa de crescimento para muitos países. Portanto, países com terras adequadas para o açúcar convergem com outros países que também possuem terras adequadas para o cultivo de açúcar.
Sokoloff e Engerman explicaram essa convergência em seu artigo "Lições de História: Instituições, Doadores de Fator e Caminhos de Desenvolvimento no Novo Mundo". Eles explicaram que os Estados Unidos e o Canadá começaram como duas das colônias mais pobres do Novo Mundo, mas cresceram mais rápido do que outros países como resultado de suas qualidades no solo. Eles argumentaram que os Estados Unidos e o Canadá possuíam terras adequadas para o cultivo de trigo, o que significava uma agricultura de pequena escala, uma vez que o trigo não se beneficia de economias de escala, o que levou a uma distribuição relativamente igual de riqueza e poder político. Isso os diferenciava de países como Cuba que possuíam terras adequadas para o cultivo de açúcar e café. Esses países beneficiaram-se de economias de escala e, portanto, tiveram grandes plantações agrícolas com trabalho escravo, grandes rendimentos e desigualdades de classe e direitos de voto limitados. Essa diferença no poder político levou a pouco gasto no estabelecimento de instituições como as escolas públicas e retardou seu progresso. Como resultado, os países com relativa igualdade e acesso à educação pública cresceram mais rapidamente e puderam convergir em países com desigualdade e educação limitada.

## Tipos de Convergência
Como classificado por Oded Galor: 
- Convergência Absoluta: Um PIB inicial mais baixo levará a uma taxa de crescimento média mais alta.

A implicação disso é que a pobreza acabará desaparecendo "por si mesma". Não explica por que algumas nações tiveram crescimento zero por muitas décadas (por exemplo, na África Subsaariana)
- Convergência Condicional: A renda de um país por trabalhador converge para um nível de longo prazo específico do país, conforme determinado pelas características estruturais daquele país.

A implicação é que as características estruturais, e não a renda nacional inicial, determinam o nível de longo prazo do PIB por trabalhador. Assim, a ajuda externa deve se concentrar na estrutura (infraestrutura, educação, sistema financeiro etc.) e não há necessidade de transferência de renda dos países mais ricos para os mais pobres.
- Convergência de Clube: É possível observar diferentes "clubes" ou grupos de países com trajetórias de crescimento semelhantes.[13] Mais importante ainda, vários países com baixa renda nacional também têm baixas taxas de crescimento.

Assim, isto está em contraste com a teoria da convergência condicional, e sugeriria que a ajuda externa também deveria incluir transferências de renda e que a renda inicial de fato importa para o crescimento econômico.

## Da divergência à convergência
A teoria do crescimento unificado sugere que, devido às grandes variações entre países no momento das decolagens de uma estagnação para o crescimento econômico sustentado, as economias do mundo foram separadas em três regimes de crescimento distintos. Um grupo de economias no regime malthusiano com taxa de crescimento muito lenta. Um segundo grupo no regime de crescimento sustentado, crescendo de forma constante, e um terceiro grupo de economias em transição do regime malthusiano para o moderno regime de crescimento. Além disso, a teoria do crescimento unificado sugere que os clubes de convergência observados podem ser apenas um fenômeno transitório e, finalmente, à medida que as economias no regime malthusiano decolarem, a convergência entre todas as economias ocorrerá no longo prazo.